# 하리아나어
하리아나어 또는 하리안비어 (하리아나어: हरियाणवी hariyāṇvī / हरयाणवी harayāṇvī, 영어: Haryanvi)는 인도 하리아나주와 델리 일대 지역에서 주로 쓰이는 인도아리아어군 언어이다. 카리볼리어, 브라지바샤어와 함께 서부 힌디어에 속한 방언 중 하나이며, 문자는 데바나가리 문자로 적는다.

## 인도
하리아나어는 인도 대중매체에서 친숙하게 다뤄지는 언어로, 인도 영화와 TV 프로그램, 대중음악, 학계 등에서 그 존재를 인정받고 있다. 뿐만 아니라 하리아나주가 인도 스포츠, 영화계, 산업계, 정계에서 한 축을 담당하면서 하리아나 문화와 언어도 그 영향력 면에서 적잖은 비중을 차지하게 되었다. 하리아나어를 쓰는 대표적인 인물로는 포가트 자매 (영화 당갈의 실제 주인공), 비젠데르 싱 (권투 선수), 수실 쿠마르 (레슬링 선수), 람데브 (요가 구루), 사티시 카우시크 (영화감독), 란디프 후다 (배우)가 있다.
발리우드 (힌디어 영화)에서도 등장하는 언어이며, 《당갈》, 《술탄》등의 영화에서 작중 등장인물들이 하리아나인으로 설정, 하리아나어를 사용한다는 설정이다. 이들 영화가 인도 내부와 세계적으로 흥행을 거두자, 하리아나어 학습에 관한 관심을 증가했다는 보도가 나오기도 했다.

## 파키스탄
1947년 파키스탄이 인도로부터 분리 독립할 당시, 하리아나주와 델리에 거주하던 하리아나어 화자 무슬림들이 파키스탄으로 이주했다. 오늘날 파키스탄의 무슬림 집단 중 하나인 물레잣과 랑가르족 수백만 명이 하리아나어를 모국어로 삼고 있으며, 이들은 파펀자브주, 신드주를 중심으로 파키스탄 전역에 널리 분포하고 있다. 또 우타르프라데시주에 거주하던 랑가르족도 신드주로 이주하였으며, 대부분 카라치에 거주하고 있다. 기본적으로 하리아나라는 표현은 인도 하리아나주를 뜻하기 때문에, 파키스탄에서는 집단 명칭을 따라 '랑가르말' (Rangrri language)라고 표현하기도 한다.
펀자브주 내에서 하리아나어를 쓰는 랑가르족은 라호르구, 셰이쿠푸라구, 바카르구, 바하왈나가르구, 팍파탄구, 라힘야르칸구, 오카라구, 레야흐구, 베하리구, 사히왈구, 풀라르완구, 물탄구에 집중되어 있다. 그 중에서도 팍파탄구, 오카라구, 바하왈나가르구에 밀집되어 있는데, 대부분 영세 농민이며 군인, 경찰, 공무원 비율도 높다. 이들은 자체 부족위원회 (판차야트)를 세워 마을 내 경범죄 처벌이나 큰 문제들을 함께 고민한다. 신드주에서는 미르푸르카스구, 나와브샤구에서 찾아볼 수 있다.
오늘날 랑가르족들은 그 대다수가 다중언어 화자로, 우르두어를 국어로, 펀자브어, 사라이키어, 신드어를 지역어로, 그리고 랑가르말을 '모국어', '계승어' 내지는 '마을 말' 정도로 사용한다. 파키스탄 수도 이슬라마바드에 거주하는 랑가르 출신 사람도 랑가르 억양의 우르두어를 쓴다.

## 같이 보기
- 하리아나주
- 하리아나 영화
- 하리아나인